# Krím zászlaja
Ukrajna egyetlen autonóm része a Krím félsziget volt. A 13. században a tatárok foglalták el a félszigetet, akik le is telepedtek itt. A félszigetet 1783-ban annektálta Oroszország, majd a területet 1954-ben csatolták át az Oroszországi SZSZK-tól az Ukrán SZSZK-hoz.
1992. május 5-én kikiáltotta a függetlenségét Krími Köztársaság néven, később azonban elfogadta, hogy Ukrajna autonóm része legyen Krími Autonóm Köztársaság néven. 
2014-ben a szimferopoli parlament ismét bejelentette az elszakadást Ukrajnától, melyet Oroszország elismert. A terület népszavazást követően kíván csatlakozni az Oroszországi Föderációhoz.
A zászlón az orosz színek szerepelnek, de más elrendezésben. A színek a jövőt (kék), a jelent (fehér) és a Krím félsziget heroikus és tragikus múltját (vörös) jelképezik.